# Attaque à la prison de Vendin-le-Vieil du 11 janvier 2018
L’attaque à la prison de Vendin-le-Vieil est une agression terroriste survenue le 11 janvier 2018 à la prison de Vendin-le-Vieil , dans le Pas-de-Calais, en France. Perpétrée par Christian Ganczarski, un détenu radicalisé contre des agents pénitentiaires.

## Contexte
À l'époque de l'attentat en prison, Christian Ganczarski était détenu à Vendin-le-Vieil, une prison de haute sécurité ouverte en 2014, avec une capacité de 238 places, comprenant des quartiers pour hommes en régime de maison centrale, maison d'arrêt et centre de détention). Cette prison est connue pour héberger des détenus sensibles, comme Salah Abdeslam et Rédoine Faïd, avec des mesures de sécurité avancées comme des brouilleurs de téléphone et des dispositifs anti-drones. En janvier 2018, Ganczarski était proche de la fin de sa peine, avec une libération prévue pour le 24 janvier 2018, mais il faisait face à une demande d'extradition des États-Unis pour être interrogé sur les attentats du 11 septembre 2001, ce qu'il voulait éviter à tout prix. Cette situation semble avoir été un facteur clé motivant son attaque.

## Faits
Le 11 janvier 2018, à 15 h 24, Christian Ganczarski, alors âgé de 51 ans, a attaqué trois surveillants pénitentiaires au sein de la prison. Il a utilisé une paire de ciseaux à bout rond et un couteau de cantine pour blesser trois surveillants. Il a touché un agent au thorax sans le blesser, griffé un deuxième à la carotide, mais plus sérieusement blessé le troisième fonctionnaire au cuir chevelu. Ce dernier a dû être transporté à l'hôpital, sans que son pronostic vital ne soit engagé. Les trois agents ont été libérés de l'hôpital à la fin de la journée. Lors de l'attaque, il a crié « Allahu Akbar », indiquant une possible motivation terroriste. L'attaque s'est produite alors qu'il sortait de sa cellule d'isolement, suggérant une planification.
Cette agression a provoqué une vague de colère parmi les surveillants, entraînant des mouvements sociaux et des grèves dans plusieurs établissements pénitentiaires français. Les syndicats, comme l'Ufap-Unsa Justice, ont critiqué les lacunes en matière de sécurité, notant que la prison avait déjà connu des incidents violents, comme des prises d'otages en 2015 et 2016, et un meurtre de détenu en 2017.

## Auteur
L'auteur de cette attaque est Christian Ganczarski, un détenu fiché pour djihadisme.
Ganczarski, né en Pologne puis émigré en Allemagne, se serait converti à l'Islam en 1986 à l'âge de 19 ans,. Après s'être marié à une allemande également convertie, le couple est parti vivre en Arabie Saoudite où l'ancien métallo a suivi un enseignement coranique. Dans les années 90, il a combattu en Tchétchénie puis s'est rendu à plusieurs reprises au Pakistan et en Afghanistan notamment entre 1999 et 2001. Investi, Ganczarski a gravi les échelons dans le milieu terrorisme islamiste, pour devenir responsable de la maintenance et du cryptage des réseaux de communication d'Al-Qaïda. Il a fini par devenir proche d'Oussama Ben Laden.
il est soupçonné d'avoir planifié l'attentat de la Ghriba à Djerba du 11 avril 2002 puis d'avoir donné sa « bénédiction spirituelle » à Nizar Naouar, l'auteur principal de l'attaque — qui l'avait rencontré à plusieurs reprises à partir de 2000 — lors d'un coup de fil passé au matin du 11 avril, jour de l'attentat,. Il est interpellé le 3 juin 2003 à l'aéroport Roissy-Charles-de-Gaulle après son expulsion d'Arabie saoudite. Au terme de l'enquête, Ganczarski ainsi que Khalid Cheikh Mohammed sont mis en examen pour complicité d'assassinats en relation avec une entreprise terroriste. Ce dernier fait l'objet d'un mandat d'arrêt international car il est considéré comme le commanditaire et le financier de cette opération ; Naouar l'a d'ailleurs appelé au Pakistan avant de contacter Ganczarski.
Le 5 janvier 2009 s'ouvre le procès des trois hommes, devant la cour d'assises spéciale de Paris, pour « complicité et tentatives d'assassinat en relation avec une entreprise terroriste ». Cheikh Mohammed ne comparaît pas puisqu'il est détenu sur la base américaine de Guantánamo où il est jugé par un tribunal militaire pour son rôle dans les attentats du 11 septembre 2001 ; la cour décide le 28 janvier 2009 de disjoindre son cas et de le traiter séparément. Au terme du procès, le 5 février 2009, Ganczarski est condamné à 18 ans de prison alors que Naouar est condamné à 12 ans de prison, peines inférieures aux 30 et 15 ans de réclusion réclamées par l'accusation.
Christian Ganczarski devait être libéré à la fin du mois de janvier 2018, mais venait d'apprendre que les États-Unis souhaitaient le récupérer dans le cadre de l'enquête sur les attentats du 11 septembre 2001. L'Allemand est soupçonné d'avoir participé au recrutement ou à la formation des pilotes d'avions.

## Procès
À la suite de l'attaque, le parquet national antiterroriste de Paris (PNAT) a ouvert une enquête pour « tentatives d'assassinats sur personnes dépositaires de l'autorité publique en relation avec une entreprise terroriste » . Le procès s'est tenu en 2023, et le 16 juin 2023, Ganczarski a été condamné par la cour d'assises spéciale de Paris à 20 ans de réclusion criminelle, contre 12 ans requis par l'avocate générale Marine Valentin. Cette condamnation a été motivée par le caractère terroriste de l'acte, bien que Ganczarski ait nié toute intention homicide lors du procès.